# James Craig Cokendolpher
James Craig Cokendolpher est un arachnologiste américain né le 6 septembre 1953 à San Angelo au Texas.
Il travaille au Museum of Texas Tech University.

## Taxons nommé en son honneur
- Kimula cokendolpheri Pérez Gonzalez & de Armas, 2000
- Cokendolpherius Armas, 2002
- Calileptoneta cokendolpheri Ledford, 2004

## Quelques taxons décrits
- Adisomus
- Adisomus duckei
- Afrozomus
- Clavizomus
- Cubazomus
- Hansenochrus
- Javazomus
- Javazomus oculatus
- Luisarmasius
- Mayazomus
- Neoleptoneta bullis
- Neoleptoneta paraconcinna
- Neozomus
- Neozomus tikaderi
- Oculozomus
- Orientzomus ralik
- Orientzomus
- Pacal
- Rowlandius
- Sotanostenochrus
- Stewartpeckius
- Stygochactas granulosus
- Surazomus
- Tayos
- Tayos ashmolei
- Zomus